# تامبوندا
تامبوندا (به لاتین: Tambacounda Department) یک منطقهٔ مسکونی در اراک است که در تامباوندا واقع شده‌است. تامبوندا ۲۰٬۳۲۸ کیلومتر مربع مساحت و ۲۹۹٬۹۹۹۹۹۹۹۹۹۹۹۹۹۹۹۹۹۹۹۹ نفر جمعیت دارد.